# Karlovice u Zlína
Karlovice (deutsch Karlowitz) ist eine Gemeinde in Tschechien. Sie liegt acht Kilometer südwestlich von Zlín und gehört zum Okres Zlín.

## Geographie

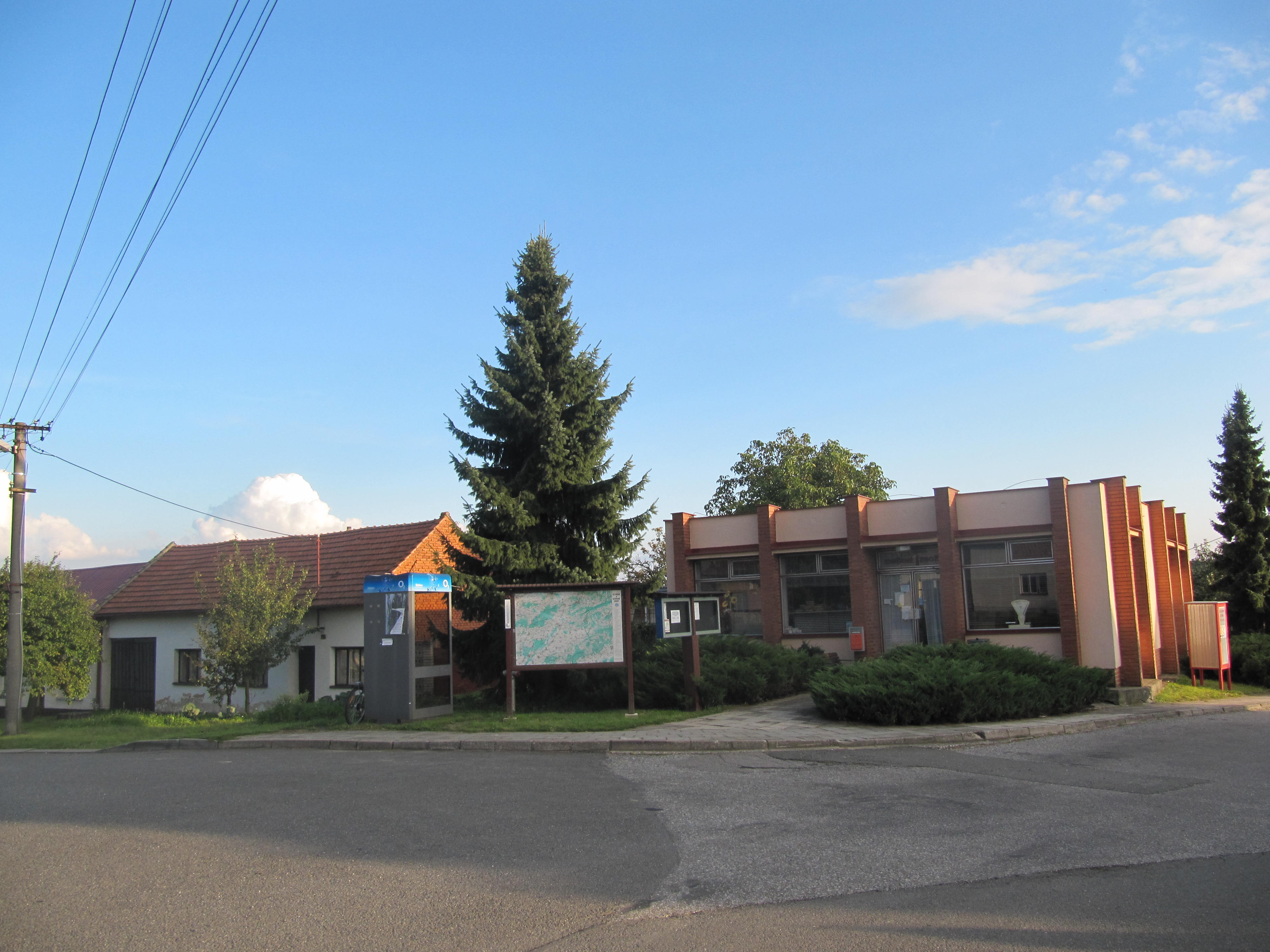
Ortszentrum

Karlovice befindet sich im Westen des Wisowitzer Berglandes über der Quellmulde eines kleinen Zuflusses zum Hlubocký potok. Im Nordwesten erhebt sich der Na Horách (326 m).
Nachbarorte sind Malenovice im Norden, Karlov, Zlín und U Majáku im Nordosten, Salaš im Osten, Lhota und Šarovy im Südosten, Březolupy und Komárov im Süden, Prusinky und Leopoldov im Südwesten, Pohořelice, Újezdy und Oldřichovice im Westen sowie Kvítkovice im Nordwesten.

## Geschichte
An der Stelle von Karlovice befand sich im Mittelalter das Dorf Pěnkov.

### Pěnkov
Die erste schriftliche Erwähnung von Penkaw erfolgte im Jahre 1368, als Konrad von Dobrotice die Feste Podhradí mit den zugehörigen Dörfern Podhradí, Svojšice, Penkaw, Pohořelice und Oldřichovice an Radslav von Měnín verkaufte. Als dieser 1371 die Güter an den Vladiken Mikuláš von Malenovice übertrug, wurde das Dorf als Penkow bezeichnet. Dessen Sohn Mikšík von Malenovice erweiterte 1381 den Besitz und kaufte das Dorf Komárov hinzu. 1417 erbte Smil von Malenovice, einer der vier Söhne Mikšíks, Podhradí. Smil verstarb wenig später und sein Besitz fiel seinem Bruder Markvart von Malenovice auf Prakšice zu. 1437 überließ Markvart die Herrschaft Podhradí mit der Kirche in Podhradí sowie den Dörfern Podhradí, Pohořelice, Oldřichovice, Peynkow und Komárov sowie dem während der Hussitenkriege erloschenen Dorf Svojšice an Jindřich House von Krumsín. Dieser erweiterte den Besitz um das Dorf Dalenovice, dessentwegen er 1447 einen Rechtsstreit mit Bernart von Cimburg führte. Nachdem Jindřich House vor 1455 kinderlos verstorben war, brach ein bis 1460 andauernder Streit um sein Erbe aus. Nach der Beilegung des Erbstreites wurde 1464 Jan House in der Landtafel als Besitzer von Podhradí mit dem Dorf, Hof und der Kirche in Podhradí, dem Dorf und dem Hof Komárov sowie den Dörfern Penkow, Oldřichovice und Pohořelice eingetragen. Die Machtkämpfe zwischen Matthias Corvinus und Georg von Podiebrad um die böhmische Krone führten nach 1468 zu einer Verödung der Herrschaft. Dabei erloschen die Feste und das Städtchen Podhradí sowie die Dörfer Penkow, Dalenky, Sedlišťky und Komárov. Im Jahre 1501 wurde Pienkow als ein wüstes Dorf genannt.
Jan Onšík von Bélkovice machte Pohořelice als das größte seiner drei Güter vor 1510 zu seinem ständigen Sitz und nannte sich ab 1512 von Bělkovice und Pohořelice. Die Onšík von Bélkovice ließen in Pěnkov einen herrschaftlichen Hof anlegen. 1575 übernahmen nach dem Tode von Dalibor Onšíks Tochter Ursula deren Schwestern Elisabeth und Barbara das Gut und teilten es 1576. Barbara erhielt Pohořelice und Elisabeth machte die Feste Pěnkov zu ihrem Sitz. Dabei wurden Oldřichovice und Komárov nach Pěnkov untertänig. Nach Elisabeths Tod fiel deren Anteil 1579 Barbara zu. Sie verkaufte noch im selben Jahre die Pěnkover Hälfte der Herrschaft an Jakub d. Ä. Vojsko von Bogdunčovice sowie Pohořelice an Jakub d. J. Vojsko von Bogdunčovice. 1629 erwarb Friedrich Kolkreiter den Hof Pěnkov mit allem Zubehör. Er kaufte 1633 noch Pohořelice hinzu und vereinigte beide Güter wieder. Attilio Offredi, der 1668 die Güter Pohořelice und Březolupy sowie die Hälfte von Zborovice erworben hatte, ließ den Hof Pěnkov neu errichten und in Pěnkov und Pohořelice Schäfereien anlegen. 1698 verkaufte Franz Leopold Forgács das Gut Pohořelice mit allem Zubehör an Franz Karl von Liechtenstein-Kastelkorn, der es an seine Herrschaft Malenovice anschloss.

### Karlovice

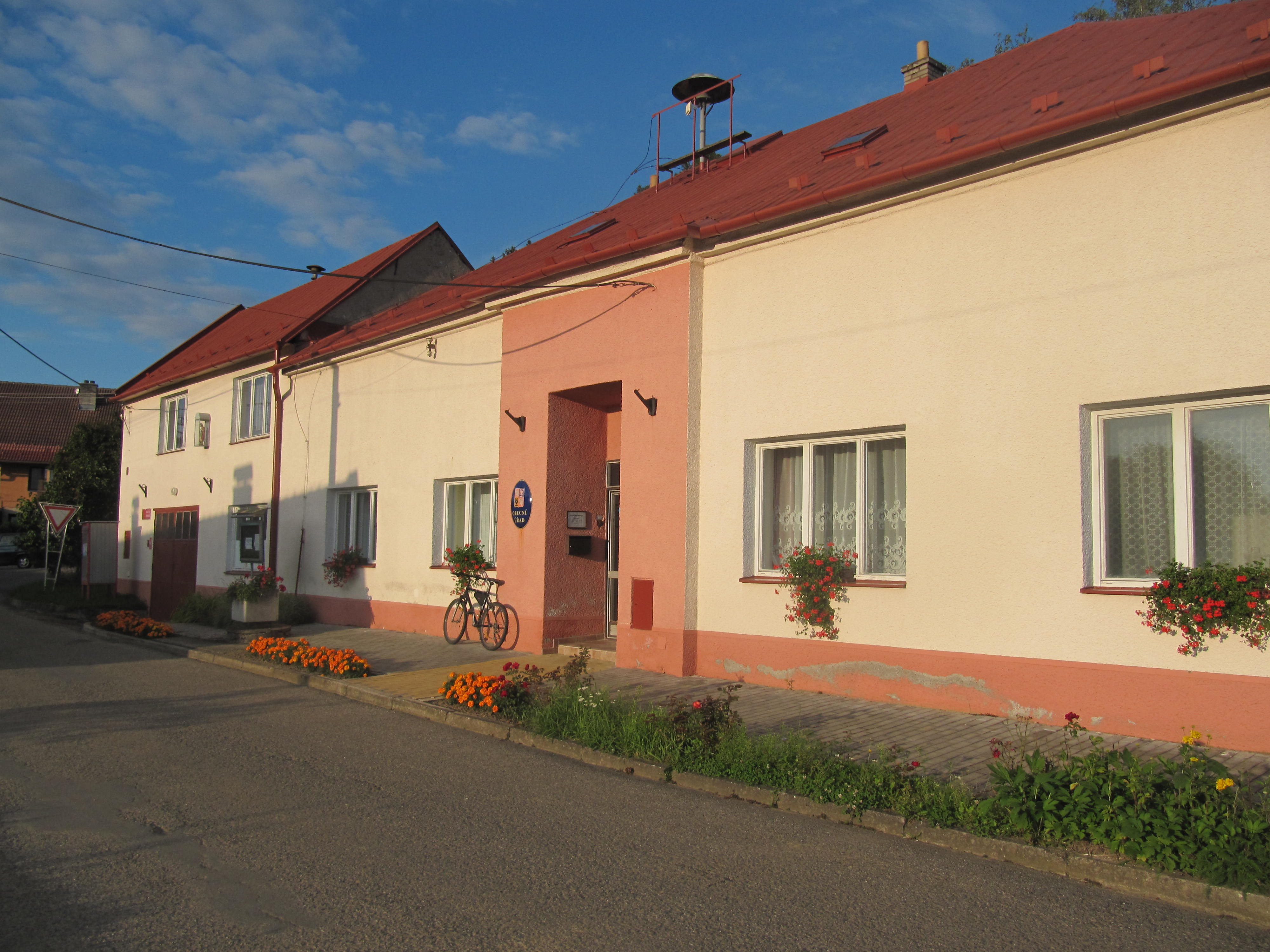
Gemeindeamt

Karl Vincenz von Salm und Neuburg, der 1766 die Herrschaft Malenovice geerbt hatte, löste den Herrenhof Pěnkov auf und ließ 1768 an dessen Stelle das nach ihm benannte Dorf Karlovince anlegen. In der Mitte des neuen Dorfes ließ er ein Kreuz mit seinem Wappen sowie einen Glockenturm mit einer den hll. Vincenz und Karl geweihten Glocke errichten. Graf Karl Vincenz starb 1784 ohne männliche Nachkommen; das Erbe fiel seiner Tochter Ernestine zu, die den Besitz ab 1795 mit ihrem Ehemann Johann von Lamberg gemeinschaftlich innehatte. Bei der Erbteilung von 1797 fiel die Herrschaft Malenovice ihrer jüngsten Tochter Antonia, verheiratete Czernin von Chudenitz, zu. Sie verkaufte die Herrschaft 1804 an Leopold von Sternberg. Bis zur Mitte des 19. Jahrhunderts blieb Karlowice immer nach Malenovice untertänig.

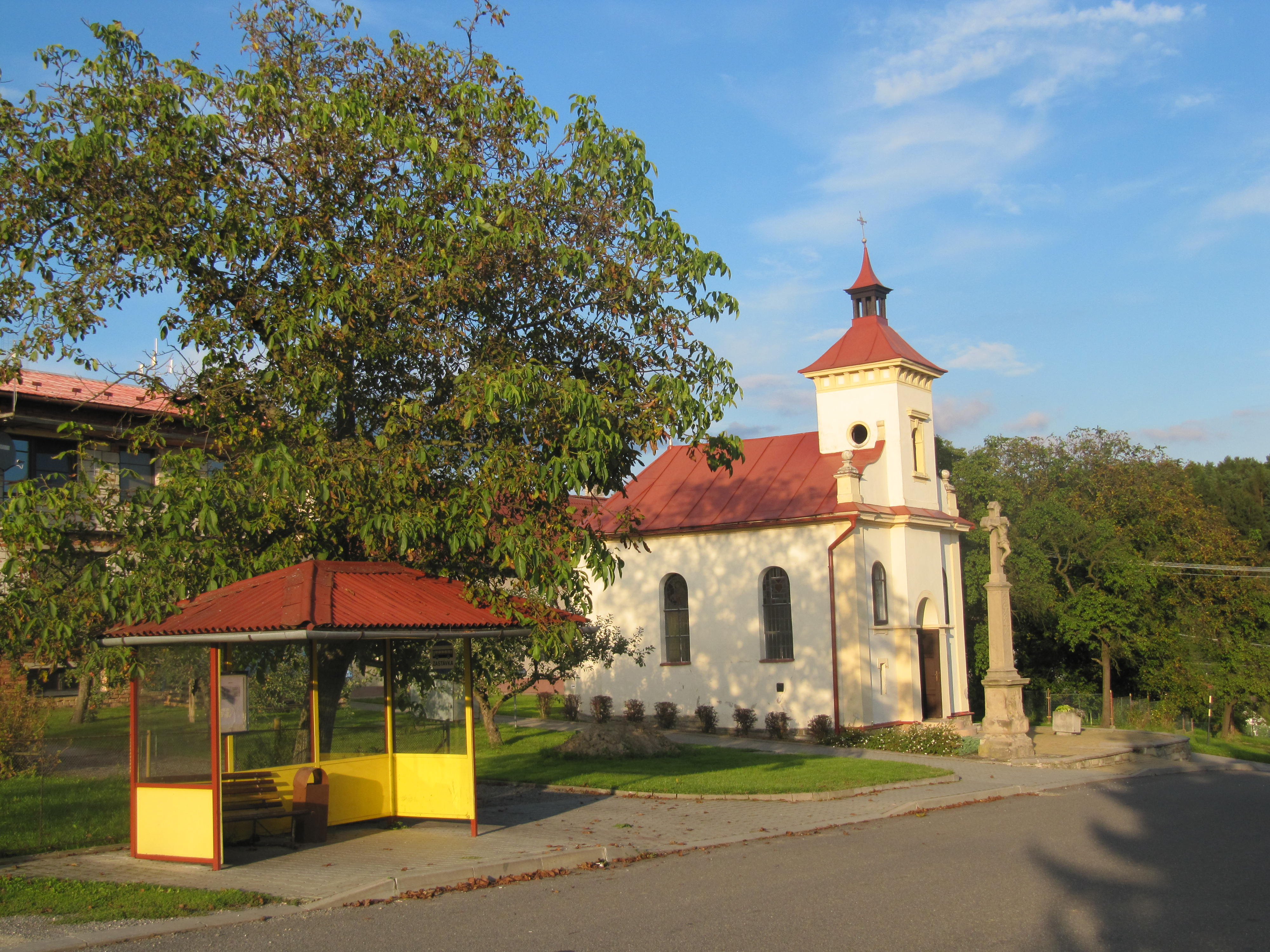
Kapelle

Nach der Aufhebung der Patrimonialherrschaften bildete Karlowice ab 1850 eine Gemeinde in der Bezirkshauptmannschaft Uherské Hradiště. Seit 1872 wird die Gemeinde als Karlovice bezeichnet. 1890 wurde die Schule errichtet, heute ist sie Sitz des Gemeindeamtes. Im Jahre 1900 erfolgte der Bau der Straße nach Napajedla. Die Kapelle entstand in den Jahren 1903–1904. Im Jahre 1905 gründete sich die Freiwillige Feuerwehr. Das 1928 vom Gastwirt Zavadil errichtete Gasthaus entwickelte sich auch zum kulturellen Zentrum des Dorfes. Im Jahre 1930 hatte Karlovice 220 Einwohner. In den letzten Tagen des Zweiten Weltkrieges lag Karlovice an der Front und der Wald zwischen Oldřichovice, Karlovice und Malenovice wurde vermint. Ab 1950 gehörte die Gemeinde zum Okres Gottwaldov-okolí und ab 1960 wieder zum Okres Gottwaldov, der nach der politischen Wende seit 1990 wieder den Namen Okres Zlín trägt. Im Jahre 1980 wurde Karlovice nach Gottwaldov eingemeindet. Seit 1992 bildet Karlovice wieder eine eigene Gemeinde.

## Ortsgliederung
Für die Gemeinde Karlovice sind keine Ortsteile ausgewiesen. Der obere Teil des Dorfes wird von den Bewohnern Pěnkov genannt.

## Sehenswürdigkeiten

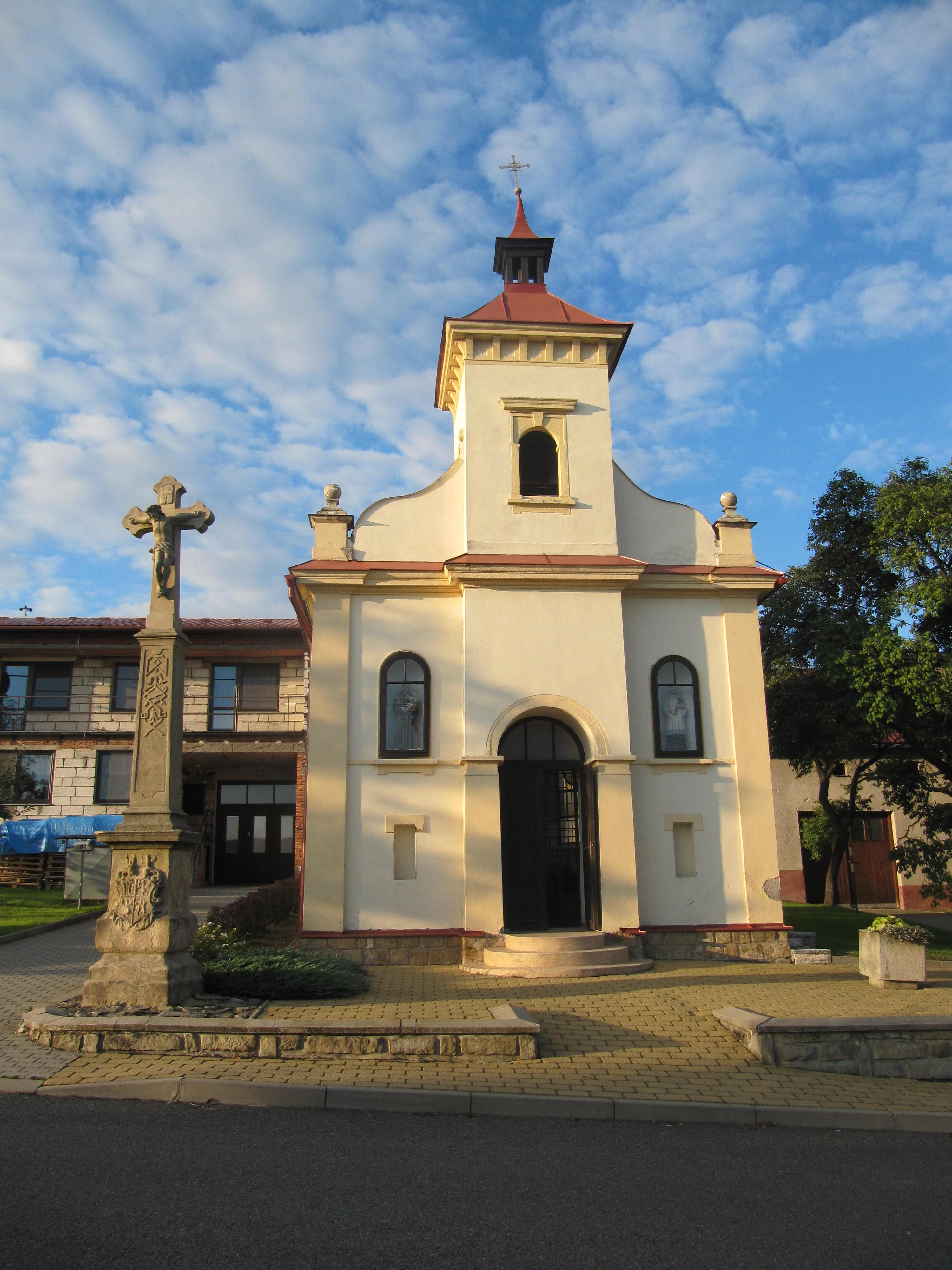
Kapelle Maria vom Guten Rat und Salm-Kreuz

- Kapelle Maria vom Guten Rat, errichtet 1903–1904 an Stelle des Glockenturmes durch den Napajedler Baumeister Tabar.
- Steinernes Kreuz mit dem Wappen der Grafen Salm-Neuburg, geschaffen 1768
- Steinernes Gedenkkreuz an das Ende des Ersten Weltkrieges, errichtet 1928 im unteren Teil des Dorfes
- Steinernes Gedenkkreuz an das Ende des Zweiten Weltkrieges, in Pěnkov
- Wallfahrtskapelle Svatá voda an der gleichnamigen Quelle, errichtet 1854 im Wald nördlich des Dorfes
- Gedenkstein Smrt tří žen am Wegekreuz zwischen Svatá voda und Karlovice, er entstand 2001 und erinnert an den Tod dreier Frauen aus Karlovice durch eine Tretmine im Jahre 1945
- Gedenkstein für den Bürgermeister und Feuerwehrkommandanten Václav Válek, er starb am 2. Mai 1945 bei der Beseitigung einer Panzermine östlich der Kreuzung
- Žiškův dub, mächtige Eiche an der Flurgrenze mit Oldřichovice

## Söhne und Töchter der Gemeinde
- Bohumil Tetour (* 1896), Kartograph